# Segling vid olympiska sommarspelen 1996
De olympiska tävlingarna i segling 1996 avgjordes mellan den 22 juli och 2 augusti. Totalt deltog 458 tävlande, 358 män och 100 kvinnor, från 78 länder i tävlingarna. Seglingstävlingarna arrangerades i Wassaw Sound utanför Savannah som ligger vid Atlantkusten sydöst om Atlanta.

## Båtklasser
Det tävlades i tio klasser, tre för män, tre för kvinnor och fyra mixade klasser. Det som skiljde sig från föregående spel var att Flying Dutchman-klassen togs bort och ersattes av Laser-klassen.

Europajolle - Mistral - Laser - Finnjolle - 470 - Tornado - Starbåt - Soling

## Medaljtabell
| Pl.   | Nation         | Guld | Silver | Brons | Totalt |
| ----- | -------------- | ---- | ------ | ----- | ------ |
| 1     | Brasilien      | 2    | 0      | 1     | 3      |
| 2     | Spanien        | 2    | 0      | 0     | 2      |
| 3     | Ukraina        | 1    | 0      | 1     | 2      |
| 4     | Danmark        | 1    | 0      | 0     | 1      |
| 4     | Tyskland       | 1    | 0      | 0     | 1      |
| 4     | Grekland       | 1    | 0      | 0     | 1      |
| 4     | Hongkong       | 1    | 0      | 0     | 1      |
| 4     | Polen          | 1    | 0      | 0     | 1      |
| 9     | Storbritannien | 0    | 2      | 0     | 2      |
| 10    | Australien     | 0    | 1      | 1     | 2      |
| 10    | Nederländerna  | 0    | 1      | 1     | 2      |
| 12    | Argentina      | 0    | 1      | 0     | 1      |
| 12    | Belgien        | 0    | 1      | 0     | 1      |
| 12    | Japan          | 0    | 1      | 0     | 1      |
| 12    | Nya Zeeland    | 0    | 1      | 0     | 1      |
| 12    | Ryssland       | 0    | 1      | 0     | 1      |
| 12    | Sverige        | 0    | 1      | 0     | 1      |
| 18    | USA            | 0    | 0      | 2     | 2      |
| 19    | Israel         | 0    | 0      | 1     | 1      |
| 19    | Italien        | 0    | 0      | 1     | 1      |
| 19    | Norge          | 0    | 0      | 1     | 1      |
| 19    | Portugal       | 0    | 0      | 1     | 1      |
| Total | Total          | 10   | 10     | 10    | 30     |

## Medaljörer

### Damer
| Event                   | Guld                                         | Silver                                  | Brons                                    |
| Mistral Detaljer...     | Lee Lai Shan (HKG)                           | Barbara Kendall Lux (NZL)               | Alessandra Sensini (ITA)                 |
| Europajolle Detaljer... | Kristine Roug (DEN)                          | Margriet Matthijsse (NED)               | Courtenay Becker-Dey (USA)               |
| 470 Detaljer...         | Theresa Zabell och Begoña Vía Dufresne (ESP) | Yumiko Shige och Alicia Kinoshita (JPN) | Ruslana Taran och Olena Pacholtjik (UKR) |

### Herrar
| Event                 | Guld                                        | Silver                             | Brons                             |
| Mistral Detaljer...   | Nikos Kaklamanakis (GRE)                    | Carlos Espinola (ARG)              | Gal Fridman (ISR)                 |
| Finnjolle Detaljer... | Mateusz Kusznierewicz (POL)                 | Sébastien Godefroid (BEL)          | Roy Heiner (NED)                  |
| 470 Detaljer...       | Jevhen Braslavets och Ihor Matvijenko (UKR) | John Merricks och Ian Walker (GBR) | Hugo Rocha och Nuno Barreto (POR) |

### Öppen
| Event               | Guld                                           | Silver                                              | Brons                                       |
| Laser Detaljer...   | Robert Scheidt (BRA)                           | Ben Ainslie (GBR)                                   | Peer Moberg (NOR)                           |
| Tornado Detaljer... | Fernando León och José Luis Ballester (ESP)    | Mitchell Booth och Andrew Landenberger (AUS)        | Lars Grael och Henrique Pellicano (BRA)     |
| Starbåt Detaljer... | Torben Grael och Marcelo Ferreira (BRA)        | Hans Wallén och Bobby Lohse (SWE)                   | Colin Beashel och David Giles (AUS)         |
| Soling Detaljer...  | Jochen Schümann Thomas Flach Bernd Jäkel (GER) | Georgij Sjajduko Dmitrij Sjabanov Igor Skalin (RUS) | Jeff Madrigali Jim Barton Kent Massey (USA) |